# Betty Parris
Elizabeth "Betty" Parris (28 de noviembre de 1682, Boston, Massachusetts-21 de marzo de 1760, Concord, Massachusetts), fue una de las primeras acusadoras en los Juicios de Salem. Las acusaciones de Betty y su prima Abigail Williams causaron la muerte directa de 20 personas en Salem, 19 ahorcadas (la mayoría mujeres) y un hombre aplastado con la tortura de la Tortuga.

## Antecedentes
Su padre, Samuel Parris, era un ministro de la Iglesia de Salem. Su madre Elizabeth murió unos años después de los juicios. Tenía un hermano mayor, Thomas, y una hermana menor, Susannah. En su casa también residían su prima huérfana Abigail Williams, y un matrimonio de esclavos, Tituba y John Indian. Vivían en Salem desde 1688, cuando Samuel fue llamado desde Boston como nuevo ministro en la iglesia del pueblo.
En febrero de 1692, Betty, de 9 años, Abigail, de 11, y otras niñas solían desaparecer por breves períodos para, a escondidas, practicar viejos métodos adivinatorios, como el espejo de Venus: echar la clara de un huevo en un vaso con agua y averiguar en la forma que adopte su futuro o el nombre o aspecto del futuro marido. Una de las niñas creyó ver la figura de un ataúd y se asustaron mucho.
Poco después, Betty empezó a actuar de manera anormal, metiéndose debajo de las sillas, quejándose de fiebre, ladrando como un perro y gritando de dolor mientras se retorcía en posturas inhumanas. Tras los primeros síntomas de Betty, Abigail también empezó a mostrarlos. El reverendo Parris intentó curarlas orando y con remedios caseros, pero no mejoraban. Pidió un diagnóstico al médico William Griggs y al reverendo John Hale. Ambos coincidieron en achacarlo a brujería. Investigaciones modernas concluirán que se trató de episodios de epilepsia, de histeria y estrés o de simple travesura para paliar el aburrimiento. Otros creen que fueron episodios alucinatorios provocados por una intoxicación de ergot.
Otras amigas de Betty y Abigail empezaron a tener los mismos ataques. Griggs solo pudo constatar que todas las víctimas eran niñas. Esto permitió a los aldeanos conectarlo con la brujería, pues se creía que las brujas gustaban de atormentar a menores. Una vecina, Mary Sibley, recomendó hornear un "pastel de brujas" para revelar si así era. Instruyó a Tituba sobre cómo prepararlo mezclando harina de centeno con la orina de las víctimas y dárselo de comer a un perro. Si el animal presentaba síntomas similares, la brujería estaría presente.
Betty acusó entonces a Tituba de ser una de las "manos malvadas" que la pellizcaban. Mientras la esclava era interrogada, otras víctimas, Ann Putnam, Jr. y Elizabeth Hubbard, acusaron también a Sarah Osborne y Sarah Good. Tras ser golpeada por su amo Samuel Parris, Tituba confesó ser una bruja y acusó a Osborne y Good de serlo también.

## Después de los juicios
En marzo, Betty dijo haber soñado con un "hombre de negro" que presumía ser el Diablo. La familia lo encontró tan aterrador, que para salvarla, enviaron a la niña con unos primos lejanos, los Sewall. En el hogar de los Sewall, los síntomas de Elizabeth fueron remitiendo hasta que acabó recuperándose por completo.
Los juicios terminaron en 1693 y la familia Parris abandonó Salem en 1696. En 1710 Betty, a los 27 años, se casó con Benjamin Baron, un granjero, comerciante, curtidor y zapatero. Su padre le proporcionó un excelente ajuar con plata, porcelana, cuadros, colgantes de pared y dinero en efectivo para su nuevo hogar. Tuvieron cuatro hijos: Thomas, Elizabeth Jr., Catherine y Susannah. Elizabeth sobrevivió a su marido seis años, falleciendo en Concord el 21 de marzo de 1760, a los 77 años.